# 栾茀
栾茀（1926年—1981年1月23日），男，山东蓬莱人，中华人民共和国学者，曾任太原工学院副教授，山西煤炭化学工业大学筹备组织领导成员。

## 生平
栾茀是山东省蓬莱县抹直口村人。曾就读于国立台湾大学，1949年5月冒险搭乘货轮前往了中国大陆，不久后被全国学联保送到山西大学工学院化学工程系。1952年毕业后留校任教，先后编印过120多万字的讲义，主讲过13门课程，翻译过英、俄、德、日、法等15个语种的外文书籍、文献资料和科技影片。文化大革命期间虽被反复批斗，但仍第六次提交入党申请书。
1981年1月23日因骨癌病逝。

## 纪念
1981年1月26日关于栾茀的长篇通讯《追求》发表在《光明日报》上，1983年6月6日赵紫阳总理在全国人大六届一次会议上所作的《政府工作报告》中表扬了全国十大先进典型，栾茀名列其中。

## 家庭
妻子魏蕴瑜。